# Ana María Peiró
Ana María Peiró es una deportista española que compitió en natación adaptada. Ganó ocho medallas en los Juegos Paralímpicos de Verano en los años 1984 y 1988.

## Palmarés internacional
| Juegos Paralímpicos | Juegos Paralímpicos                                        | Juegos Paralímpicos | Juegos Paralímpicos |
| Año                 | Lugar                                                      | Medalla             | Prueba              |
| ------------------- | ---------------------------------------------------------- | ------------------- | ------------------- |
| 1984                | Nueva York (Estados Unidos) Stoke Mandeville (Reino Unido) | Medalla de oro      | 100 m espalda L4    |
| 1984                | Nueva York (Estados Unidos) Stoke Mandeville (Reino Unido) | Medalla de oro      | 100 m mariposa L4   |
| 1984                | Nueva York (Estados Unidos) Stoke Mandeville (Reino Unido) | Medalla de oro      | 200 m estilos L4    |
| 1984                | Nueva York (Estados Unidos) Stoke Mandeville (Reino Unido) | Medalla de bronce   | 100 m braza L4      |
| 1984                | Nueva York (Estados Unidos) Stoke Mandeville (Reino Unido) | Medalla de bronce   | 100 m libre L4      |
| 1988                | Seúl (Corea del Sur)                                       | Medalla de oro      | 100 m espalda 5     |
| 1988                | Seúl (Corea del Sur)                                       | Medalla de oro      | 100 m libre 5       |
| 1988                | Seúl (Corea del Sur)                                       | Medalla de oro      | 400 m libre 5       |